# Tiro olímpico en los XXI Juegos Centroamericanos y del Caribe
Se detallan los resultados de las competiciones deportivas para la especialidad de Tiro olímpico
en los XXI Juegos Centroamericanos y del Caribe.

## Tiro olímpico
El campeón de la especialidad Tiro olímpico fue  México.

### Medallero
Los resultados del medallero por información de la Organización de los Juegos Mayagüez 2010
fueron:

#### Medallero Total
País anfitrión en negrilla. La tabla se encuentra ordenada por la cantidad de medallas de oro.
| Núm.  | País                 | Oro | Plata | Bronce | Total | Orden por Total |
| ----- | -------------------- | --- | ----- | ------ | ----- | --------------- |
| 1     | México               | 13  | 7     | 2      | 22    | 2               |
| 2     | Venezuela            | 7   | 11    | 6      | 24    | 1               |
| 3     | Puerto Rico          | 3   | 5     | 3      | 11    | 4               |
| 4     | El Salvador          | 3   | 2     | 3      | 8     | 5               |
| 5     | República Dominicana | 3   | 1     | 3      | 7     | 6               |
| 6     | Trinidad y Tobago    | 2   | 0     | 2      | 4     | 8               |
| 7     | Guatemala            | 1   | 5     | 8      | 14    | 3               |
| 8     | Colombia             | 1   | 2     | 4      | 7     | 6               |
| 9     | Barbados             | 0   | 0     | 1      | 1     | 9               |
| 9     | Bermudas             | 0   | 0     | 1      | 1     | 9               |
| TOTAL | TOTAL                | 33  | 33    | 33     | 99    |                 |

Fuente: Organización de los XXI Juegos Centroamericanos y del Caribe

#### Medallero por Género
País anfitrión en negrilla. La tabla se encuentra ordenada por la cantidad de medallas de oro.
| Clasificación por Oro | País                 | Hombres | Hombres | Hombres | Hombres | Mujeres | Mujeres | Mujeres | Mujeres | TOTAL | Clasificación por Total |
| Clasificación por Oro | País                 |         |         |         | Total   |         |         |         | Total   | TOTAL | Clasificación por Total |
| 1                     | México               | 8       | 5       | 1       | 14      | 5       | 2       | 1       | 8       | 22    | 2                       |
| 2                     | Venezuela            | 4       | 7       | 3       | 14      | 3       | 4       | 3       | 10      | 24    | 1                       |
| 3                     | Puerto Rico          | 2       | 4       | 3       | 9       | 1       | 1       | 0       | 2       | 11    | 4                       |
| 4                     | El Salvador          | 2       | 1       | 2       | 5       | 1       | 1       | 1       | 3       | 8     | 5                       |
| 5                     | República Dominicana | 3       | 1       | 2       | 6       | 0       | 0       | 1       | 1       | 7     | 6                       |
| 6                     | Trinidad y Tobago    | 2       | 0       | 2       | 4       | 0       | 0       | 0       | 0       | 4     | 8                       |
| 7                     | Guatemala            | 1       | 4       | 4       | 9       | 0       | 1       | 4       | 5       | 14    | 3                       |
| 8                     | Colombia             | 0       | 0       | 3       | 3       | 1       | 2       | 1       | 4       | 7     | 6                       |
| 9                     | Barbados             | 0       | 0       | 1       | 1       | 0       | 0       | 0       | 0       | 1     | 9                       |
| 9                     | Bermudas             | 0       | 0       | 1       | 1       | 0       | 0       | 0       | 0       | 1     | 9                       |
| TOTAL                 | TOTAL                | 22      | 22      | 22      | 66      | 11      | 11      | 11      | 33      | 99    |                         |

Fuente: Organización de los XXI Juegos Centroamericanos y del Caribe

### Múltiples Ganadores
El tablero de multimedallas para la de los XXI Juegos Centroamericanos y del Caribe Mayagüez 2010 
presenta a los deportistas destacados que conquistaron más de una medalla en las competiciones de Tiro olímpico realizadas en Mayagüez, Puerto Rico.
Fuente: 
Organización de los XXI Juegos Centroamericanos y del Caribe Mayagüez 2010. 
| Clasificación del País | Clasificación del Total | Deportista         | País                 | Disciplina |   |   |   | Total |
| 1                      | 10                      | Hugo Hernández     | México               | Tiro       | 4 | 1 | 0 | 5     |
| 2                      | 21                      | Blas Ruiz          | México               | Tiro       | 3 | 2 | 0 | 5     |
| 3                      | 26                      | Sergio Piñero      | República Dominicana | Tiro       | 3 | 0 | 1 | 4     |
| 4                      | 58                      | Felipe Beuvrin     | Venezuela            | Tiro       | 2 | 2 | 2 | 6     |
| 5                      | 61                      | Gabriela Martínez  | México               | Tiro       | 2 | 2 | 1 | 5     |
| 6                      | 65                      | Douglas Gómez      | Venezuela            | Tiro       | 2 | 2 | 0 | 4     |
| 7                      | 69                      | Julio Tirso Molina | El Salvador          | Tiro       | 2 | 1 | 1 | 4     |
| 8                      | 72                      | Julio Iemma        | Venezuela            | Tiro       | 2 | 1 | 0 | 3     |
| 9                      | 95                      | Elizabeth Noguera  | Venezuela            | Tiro       | 2 | 0 | 0 | 2     |
| 9                      | 95                      | Antonio Tavares    | México               | Tiro       | 2 | 0 | 0 | 2     |
| 9                      | 95                      | Raúl Vargas        | Venezuela            | Tiro       | 2 | 0 | 0 | 2     |
| 9                      | 95                      | Alejandra Zavala   | México               | Tiro       | 2 | 0 | 0 | 2     |